# Le Bouchet-Mont-Charvin
Le Bouchet-Mont-Charvin ( tot het decreet van 7 november 2013 Le Bouchet ) is een gemeente in het Franse departement Haute-Savoie (regio Auvergne-Rhône-Alpes) en telt 235 inwoners (2005). De plaats maakt deel uit van het arrondissement Annecy.

## Geografie
De oppervlakte van Le Bouchet-Mont-Charvin bedraagt 19,3 km², de bevolkingsdichtheid is 12,2 inwoners per km².
De onderstaande kaart toont de ligging van Le Bouchet-Mont-Charvin met de belangrijkste infrastructuur en aangrenzende gemeenten.

## Demografie
Onderstaande figuur toont het verloop van het inwonertal (bron: INSEE-tellingen).

1. ↑  Populations de référence 2022.